# ترنه (بلژیک)
شهر ترنه (به فرانسوی: Ternat) در ناحیه اداری ال-ویلوورد در استان فلومیش بربان در منطقه فلاندری در کشور بلژیک واقع شده‌است.